# Studio WALK
studio WALK（スタジオウォーク）は、日本の同人ゲームサークルである。オリジナル同人ゲームの制作をメインに活動している。

## 概要
2001年12月1日設立。処女作「シャワーコール」を除いて成人向け作品を制作・頒布している。全作品がWindowsパソコン用のゲームである。
また、ゲームのサウンドトラックCDも頒布している。

## 作品共通の特徴
全て恋愛アドベンチャーゲームである。

## ゲーム作品
- シャワーコール[1]
- 潮風の街
- 月の降る夜
- 月の降る夜 + 7ven days Ed.
- 夢見る銀貨
- しましま▽とらいあんぐる

## サウンドトラック
- 潮風の街オリジナルサウンドトラック
- 月の降る夜オリジナルサウンドトラック
- 月の降る夜 + 7ven days Ed. サウンドトラック 7v'n